# Odo Casel
Odo Casel (27 de setembre de 1886, Koblenz-Lutzel - † 28 de març de 1948, Herstelle) fou un teòleg catòlic alemany conegut sobretot pels seus estudis en relació amb la litúrgia i el seu aprofundiment en temes relacionats amb el memorial.
Després d'estudiar filologia clàssica a la Universitat de Bonn es feu benedictí l'any 1905, i va traslladar-se a viure a l'Abadia de Maria Laach, on després de completar la seva formació fou ordenat sacerdot el 1911. Després va traslladar-se a Roma, on obtingué el doctorat en teologia dogmàtica sobre la doctrina eucarística de Sant Justí Màrtir. Després tornà a Bonn, on obtingué el doctorat en filologia grega amb una tesi sobre el silenci místic segons els filòsofs grecs. La seva tornada a l'abadia de Laach implicà l'inici dels seus estudis de litúrgia. El 1922 es traslladà a Herstelle.
Començà les seves publicacions litúrgiques a Ecclesia orans el 1918 i ja hi mostrà la seva teoria que considerava la litúrgia com una forma cultural semblant a les de les religions mistèriques paganes. La litúrgia cristiana implicaria, segons afirmava ell, la presència de l'acció salvífica de Crist a través del memorial. Anomena tota la seva interpretació de la litúrgia una «doctrina dels misteris». Fou un teòleg particularment influent en el moviment litúrgic. Moltes de les seves intuïcions foren integrades en l'ensenyament oficial de l'Església Catòlica pel Papa Pius XII a la seva encíclica Mediator Dei el 1947.

## Obra
- El memorial del Senyor en la litúrgia cristiana primitiva (1918)
- La litúrgia com a celebració mistèrica (1922)
- El misteri del culte cristià (1935)